# Kyje (okres Jičín)
Kyje jsou obec v okrese Jičín v Královéhradeckém kraji. Žije v ní 88 obyvatel.

## Historie
První písemná zmínka o obci pochází z roku 1539.

## Obyvatelstvo
| Rok            | 1869 | 1880 | 1890 | 1900 | 1910 | 1921 | 1930 | 1950 | 1961 | 1970 | 1980 | 1991 | 2001 | 2011 | 2021 |
| -------------- | ---- | ---- | ---- | ---- | ---- | ---- | ---- | ---- | ---- | ---- | ---- | ---- | ---- | ---- | ---- |
| Počet obyvatel | 338  | 323  | 297  | 271  | 261  | 228  | 196  | 126  | 102  | 82   | 68   | 43   | 46   | 79   | 75   |
| Počet domů     | 48   | 49   | 48   | 48   | 49   | 47   | 48   | 50   | 34   | 28   | 20   | 35   | 63   | 66   | 65   |

## Obecní správa
Mezi lety 1850–1976 byly Kyje obcí v okrese Semily (1850–1950) a později v okrese Jičín. Od 30. dubna 1976 do 23. listopadu 1990 patřily jako část města k Železnici a od 24. listopadu 1990 jsou opět samostatnou obcí.

## Pamětihodnosti
- Krucifix na návsi
- zachovalé roubenky
- kaplička se sousoším Piety

## Galerie

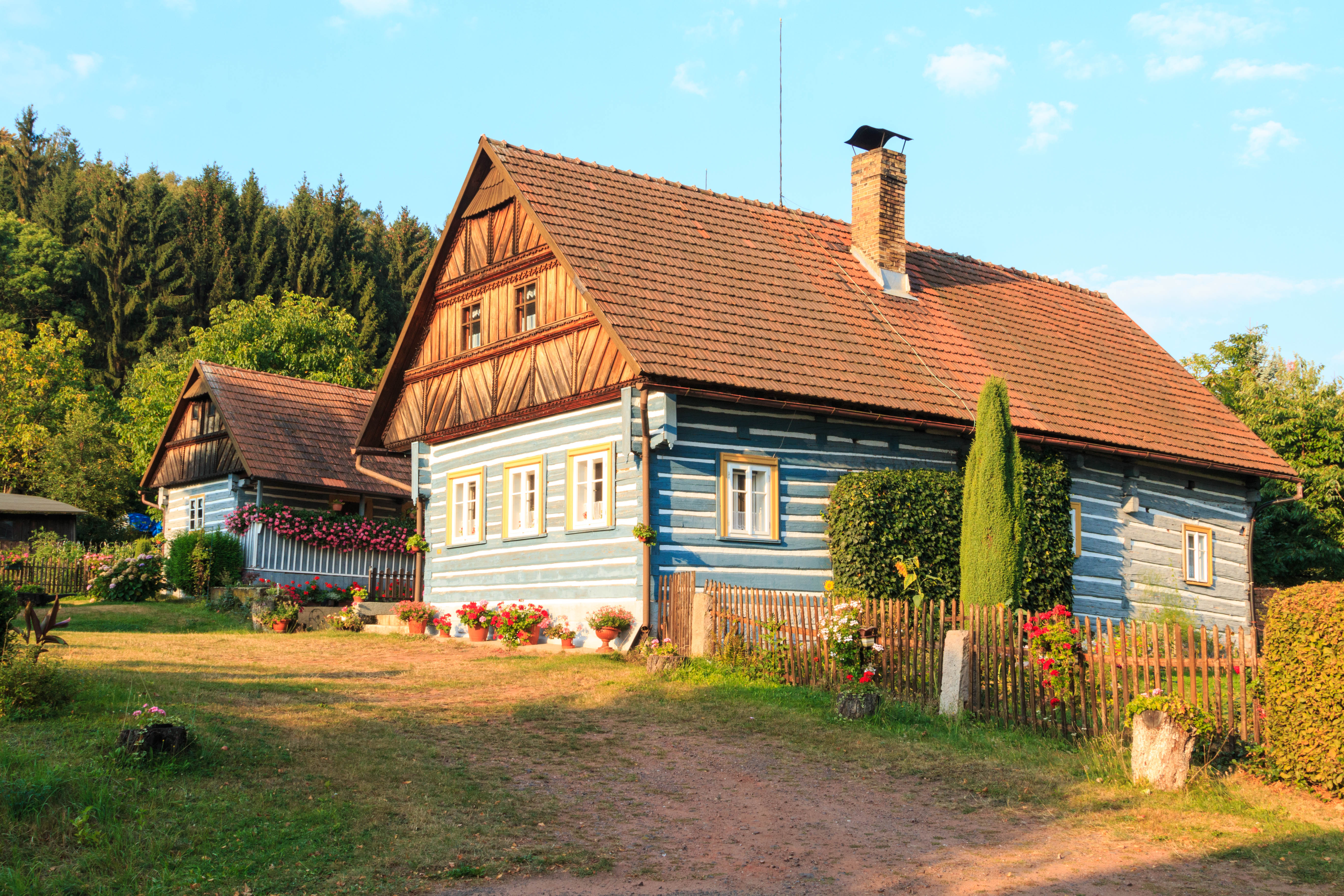
Usedlost čp. 8
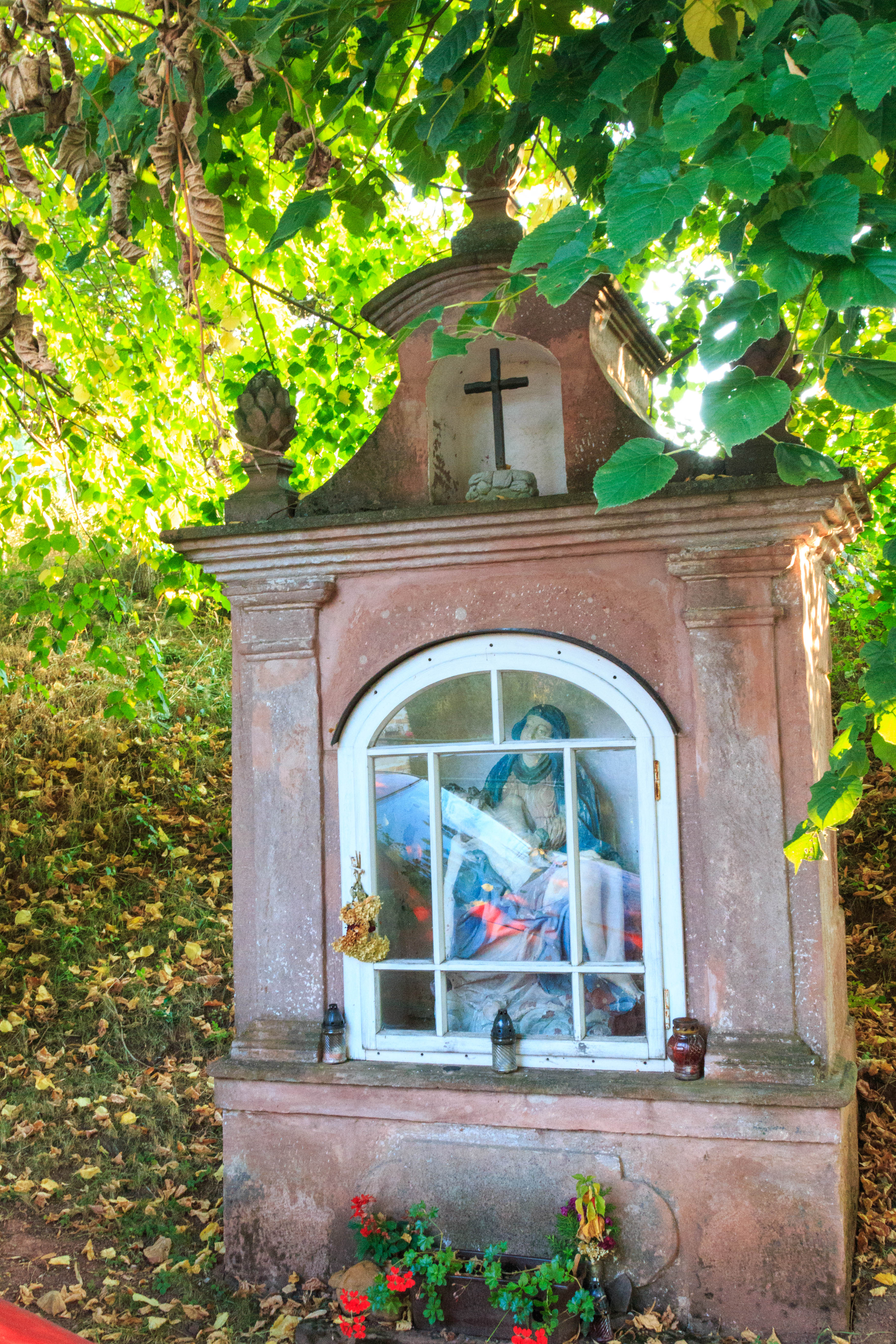
Kaplička se sousoším Piety
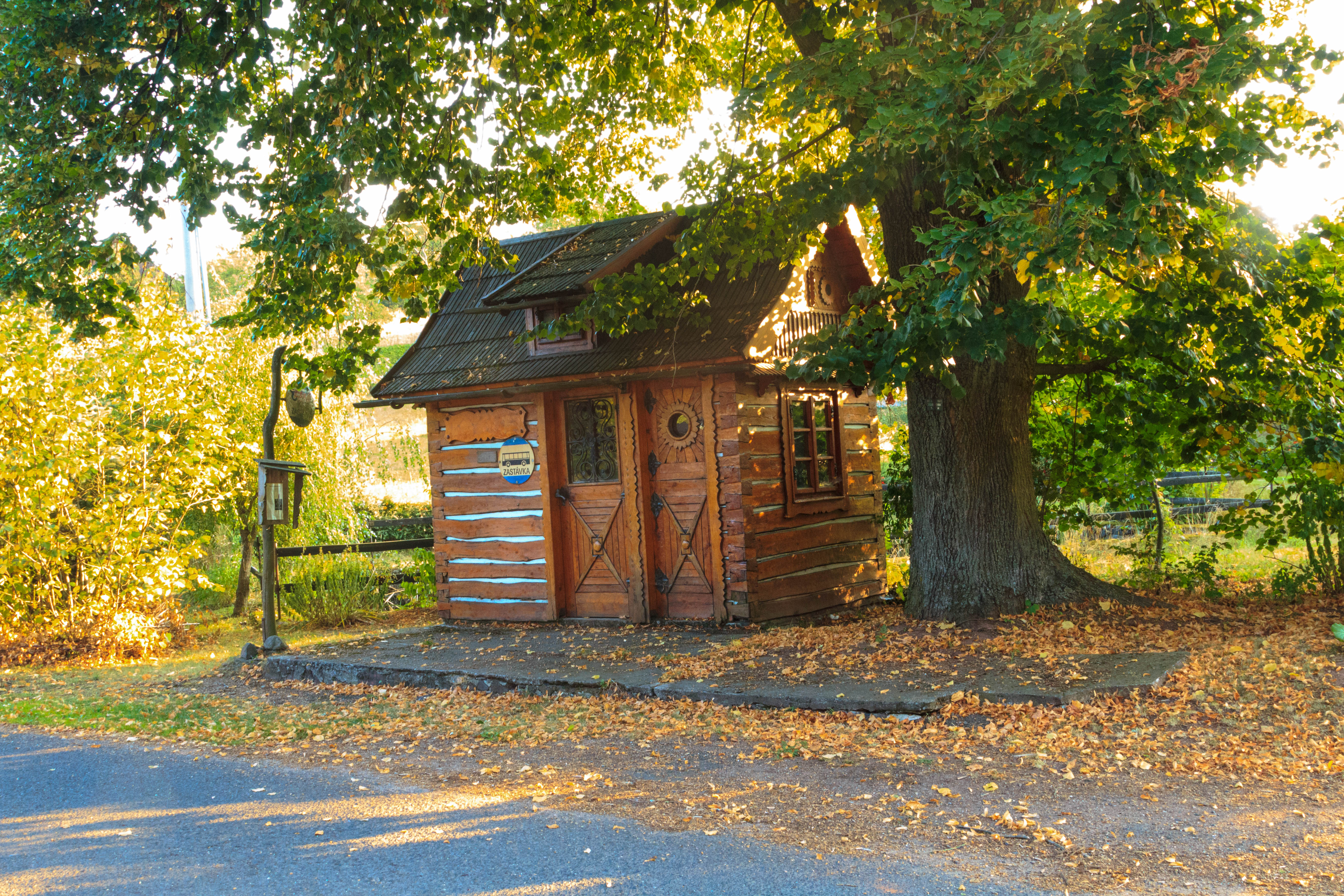
Čekárna
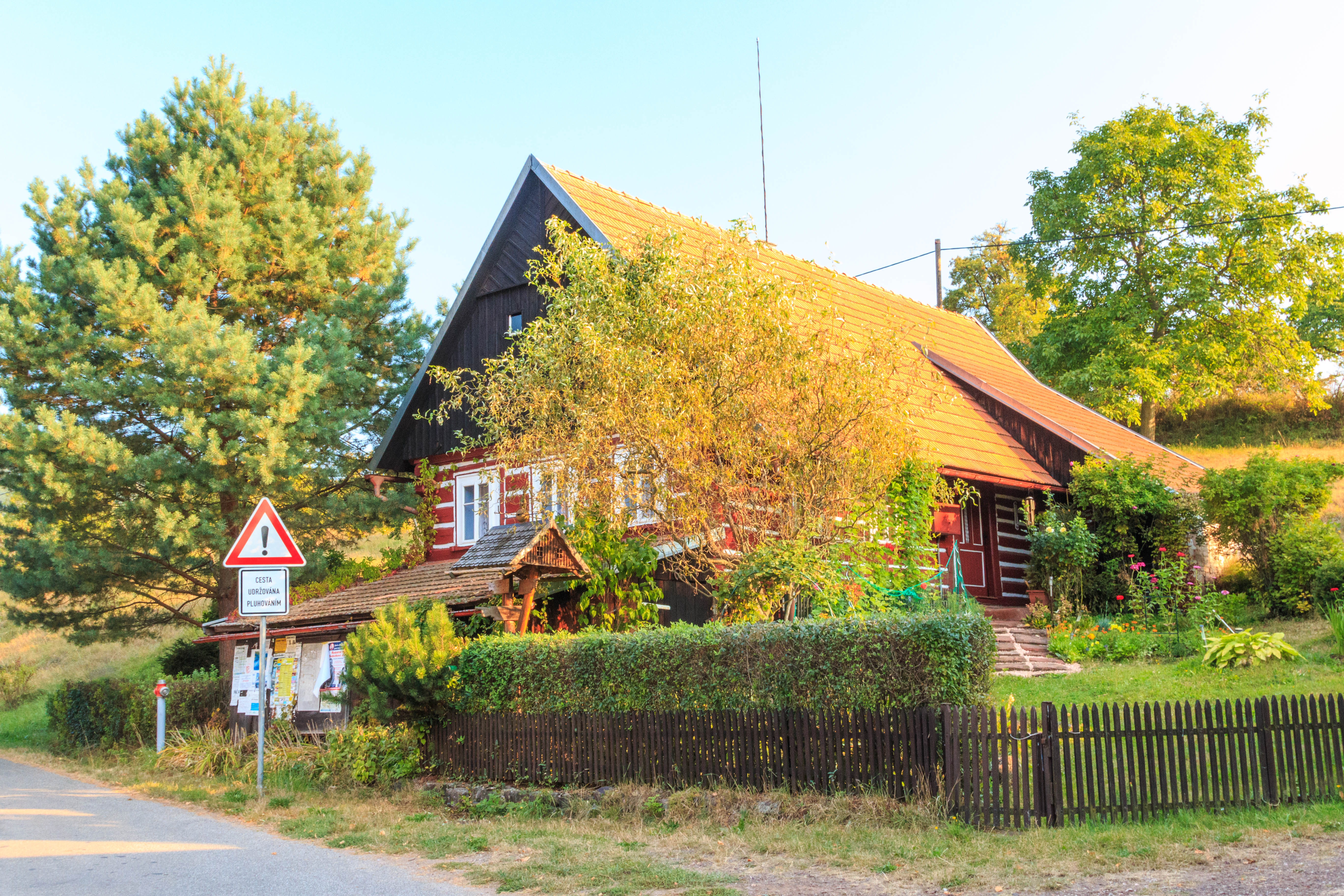
Dům čp. 5